# Acanthurus blochii
Acanthurus blochii és una espècie de peix pertanyent a la família dels acantúrids.

## Descripció
- Pot arribar a fer 45 cm de llargària màxima.
- 9 espines i 25-27 radis tous a l'aleta dorsal i 3 espines i 24-25 radis tous a l'anal.
- Cap amb franges estretes i irregulars.
- Presència d'una taca groga darrere de l'ull.
- Aletes pectorals de color marró.
- La base de l'aleta caudal presenta una franja blanca.[2]

## Alimentació
Menja algues (incloent-hi diatomees) i detritus.

## Hàbitat
És un peix marí, associat als esculls i de clima tropical (30°N-32°S) que viu entre 1 i 12 m de fondària.

## Distribució geogràfica
Es troba des de l'Àfrica oriental (incloent-hi les illes Mascarenyes) fins a les illes Hawaii, les illes de la Societat, les illes Ryukyu i l'illa de Lord Howe.

## Costums
És bentopelàgic.

## Observacions
És inofensiu per als humans.